# Amseldell
Die aus dem 19. Jahrhundert stammende Amseldell ist eine ehemalige parkartige Anlage im Pfälzerwald südlich von Kaiserslautern (Rheinland-Pfalz).

## Geographie
Die Amseldell liegt mitten im Wald auf 360 m ü. NHN etwa 2 km südwestlich des Zentrums von Trippstadt, eines Luftkurorts. Vom naturnah gestalteten Karlstal der Moosalbe zieht sich ein etwa 1 km langes Kerbtal, das ebenfalls Amseldell genannt wird, nach links (Südwesten) hinauf bis auf etwa 400 m Höhe. Ungefähr auf halbem Weg, nach 500 m, erstreckt sich die ehemalige Parkanlage. Der Aufgang beginnt auf gut 300 m Höhe nahe dem unteren Eingang der Karlstalschlucht etwa gegenüber der Mündung des Kaltenborns in die Moosalbe.
Auf diesem schmalen Weg wird linker Hand eine Felsenhöhle passiert. Der Fels, der als Höhlendecke dient, wurde durch eine grob gemauerte Außenwand mit Tür- und Fensteröffnungen zur Vorderseite hin abgeschlossen. Dort lebte noch bis zum Jahr 1843 eine Frau, die im Volksmund „Felsenweib“ genannt wurde. Die Höhle ist eine von zahlreichen Höhlenwohnungen, die es in der Pfalz, im Elsass oder auch im Harz (dort z. B. die Höhlenwohnungen Langenstein) etwa bis zur Mitte des 19. Jahrhunderts gab.
Einer der forst- und kulturgeschichtlichen Wanderwege, die im Jahr 1997 unter dem Motto „Spurensuche“ vom Weiler Johanniskreuz ausgehend ausgeschildert wurden und 2015 zurückgebaut wurden, führte mit einem Abstecher auch an die Amseldell. Ein Faltblatt zu diesem insgesamt 21 km langen und orange-gelb markierten Weg enthält weitere Informationen über die Amseldell.

## Anlage
Die Anlage war als Stätte verschiedener Freizeitvergnügungen konzipiert. Sie ist heute stark restaurierungsbedürftig. Erkennbare Reste sind noch erhalten von einem aus Hecken angelegten Irrgarten, einer Waldkegelbahn, einem Schießstand sowie einem Pavillon.

## Geschichte
Der Name bedeutet Amselmulde und besagt, dass dort Amseln in einer Talsenke zu beobachten waren. Er muss bereits zu einer Zeit vergeben worden sein, als die Amsel noch ein scheuer Waldvogel war, also vor dem 19. Jahrhundert.
Die Anlage in der Amseldell wurde im 19. Jahrhundert vor 1862 unter Freiherr Carl von Gienanth (1818–1890) zur Bereicherung des Spazierwegs im Karlstal gestaltet. Gienanths Familie besaß in Trippstadt ein Eisenwerk und seit 1833 auch das örtliche Schloss. Das Karlstal selbst war schon in den 1780er Jahren durch den Gartenarchitekten Friedrich Ludwig Sckell künstlerisch bearbeitet worden.
Über königlichen Besuch im Jahr 1862 berichtet eine gusseiserne Widmungstafel:

„Dem Andenken gewidmet an den zweiten Besuch des Karlsthales und der Amseldelle Seiner Majestät des Königs Ludwig I. von Bayern, Pfalzgrafen bei Rhein, Seiner Königl. Hoheit des Grossherzogs Ludwig III. von Hessen und bei Rhein, Ihrer Kaiserl. Hoheit der Erzherzogin Hildegarde von Österreich, Königl. Prinzessin von Bayern, nebst hohem Gefolge am 9. August 1862.“

1890, nach dem Tode Carl von Gienanths, überließen seine Erben das Karlstal und die Amseldell schenkungsweise dem Trippstadter Verschönerungsverein, der beide Anlagen bis in die 1930er Jahre pflegte.
Im Mai 1914 war das Amseldell-Gelände Austragungsort eines regionalen Turnfestes, an dem etwa 250 Turner teilnahmen. Ein Gedenkstein mit einer weiteren gusseisernen Texttafel erinnert vor Ort daran.